# Caldo avá
El caldo avá o puchero avá   es un caldo o sopa que se obtiene hirviendo en agua, cocinándolas, todas las menudencias de la vaca, principalmente el mondongo (intestinos y panza de las reses), el librillo (la tercera de las cuatro cavidades en que se divide el estómago de los rumiantes), la tripa gorda y el chinchulín (intestino delgado comestible de ovinos y vacunos). 
Debe su nombre a la fusión de dos vocablos: el primero del castellano, «caldo» (líquido que resulta de cocer o aderezar algunos alimentos) y el otro guaraní, «avá», que si bien significa «hombre» se entiende principalmente como ser humano aborigen o «indio». El caldo avá es, pues, el caldo indio, caldo del hombre o caldo para hombres.
Como ingredientes se utilizan las ya mencionadas menudencias (en el Río de la Plata se las conoce como «achuras» en cuanto “vísceras comestibles de una res”, y por degeneración de la palabra, en el Paraguay se les da el nombre de «churas»), más cebolla, cebollita de verdeo, locote, locote picante y perejil. Para su preparación se limpian el mondongo, el librillo, la tripa gorda y el chinchulín. Se hierven esas menudencias con abundante agua junto con las verduras, hasta que se ablanden. Progresivamente se le agregan verduras olorosas y picantes.
El caldo avá es un claro caso de las denominadas “comidas festivas comunitarias”. En tiempos más remotos constituía la única forma de consumo de las menudencias de res. Por sus características es una comida para el invierno y debe servirse bien caliente y acompañada de mandioca, planta de la familia de las euforbiáceas cuyas raíces son comestibles y por su alto contenido de almidón sirven para la producción de una harina proteica en grado sumo.